# Fluga (ätt)
Fluga var en norsk stormannaätt under slutet av medeltiden. Namnet Fluga kan spåras tillbaka till lendermannen Einar Fluga den äldre (Einar Håreksson Fluga) som tillhörde Thjottaätten,  och var son till Hårek av Tjøtta och sonson till Eyvind skaldaspillir.
Einar Olavsson Fluga den yngre (död 1483 i Jarlsö, Tönsberg) var en norsk riddare och norskt riksråd, som 1449  var positiv till en förening med Sverige. Einar Fluga var gift med Helena Larsdotter (Aspenäsätten), änka efter Haakon Agmundsson Bolt. Sonen Peder Einarsson Fluga (Peder Einarsen Fluge) tog över flera gårdar i Spydeberg efter sin far. 
Andra medlemmar av ätten var Einar Olavssons syster Ingjerd Olafsdatter och en samtidig man, förmodligen hans bror, med namnet Amund Fluga.
Oklar koppling till ätten har de omnämnda Kettil Fluga som nämns i slaget vid Fimreite som kungens hövding och en Hartvig Fluga som 1435 var hövitsman på Gripsholms slott. 